# Няндомский округ
Няндомский округ — административно-территориальная единица Северного края, существовавшая в 1929—1930 годах в РСФСР.

## Образование округа
Няндомский округ был образован 15 июля 1929 года из частей Архангельской и Вологодской губерний. Из Архангельской губернии в состав Няндомского округа вошёл Шенкурский уезд, за исключением Кургоминской и Устьважской волостей и Кицкого сельсовета, Шеговарской волости. Из Вологодской губернии в состав округа вошли: Вельский уезд, за исключением Тавренгской волости; Кремлёвская и Ратковецкая волости и Давыдковский сельсовет Явеньгской волости Кадниковского уезда; Каргопольский уезд, за исключением Кривопоясского сельсовета Почезерской волости; Заячерецкий и Минский сельсоветы Спасской волости Тотемского уезда. Центром округа был назначен посёлок Няндома.

## Административное деление
На территории округа было образовано 9 районов:
- Вельский
- Верховажский
- Коношский
- Каргопольский
- Няндомский
- Приозёрный
- Ровдинский
- Устьянский
- Шенкурский.

## Упразднение
Постановлением ЦИК и СНК СССР от 23 июля 1930 года «О ликвидации округов» Няндомский округ, как и большинство остальных округов СССР, был упразднён. Его районы отошли в прямое подчинение Северного края.